# 卵唇盔花兰
卵唇盔花兰（学名：Galearis cyclochila）也称卵唇红门兰，为兰科盔花兰属下的一个种。